# Igis

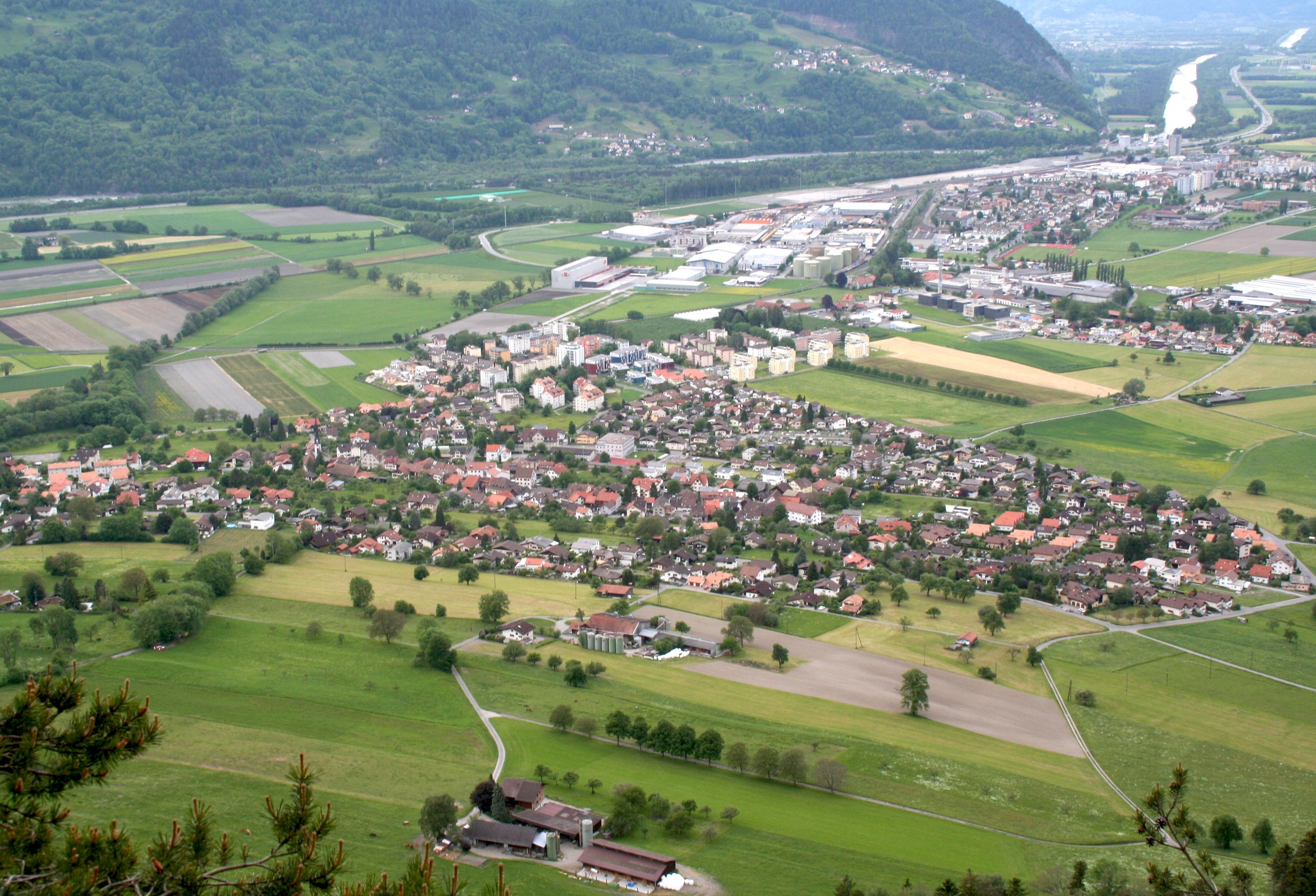
Igis

Igis (retoroman: Eigias sau Aigias) este o comună cu cinci sate, situată în districtul Landquart, cantonul Graubünden, Elveția.

## Date geografice
Comuna este situată la altitudinea de 523 – 1398 m, pe cursul Rinului, la nord de Chur.

## Evoluția populației
| Populația localităților | Populația localităților | Populația localităților | Populația localităților | Populația localităților |
| Anul                    | Igis                    | Landquart-Fabrica       | Landquart               | Total                   |
| ----------------------- | ----------------------- | ----------------------- | ----------------------- | ----------------------- |
| 2008                    | 3119                    |                         | 4442                    | 7561                    |
| 2007                    | 3099                    |                         | 4410                    | 7509                    |
| 2006                    | 3022                    |                         | 4318                    | 7340                    |
| 2005                    | 3088                    |                         | 4344                    | 7432                    |
| 2004                    | 3116                    |                         | 4309                    | 7425                    |
| 2003                    | 3123                    | 644                     | 3648                    | 7415                    |
| 2002                    | 3136                    | 645                     | 3549                    | 7330                    |
| 2000                    | 3138                    | 659                     | 3601                    | 7398                    |
| 1990                    | 2373                    | 678                     | 3728                    | 6779                    |
| 1980                    | 1120                    | 644                     | 3389                    | 5153                    |
| 1970                    | keine Daten             | keine Daten             | keine Daten             | 5283                    |
| 1950                    | keine Daten             | keine Daten             | keine Daten             | 2794                    |
| 1900                    | keine Daten             | keine Daten             | keine Daten             | 1201                    |
| 1850                    | keine Daten             | keine Daten             | keine Daten             | 637                     |

Confesiuni
- catolici 36 %
- reformați 40 %
- alte religii 24 %